# Nível do mar

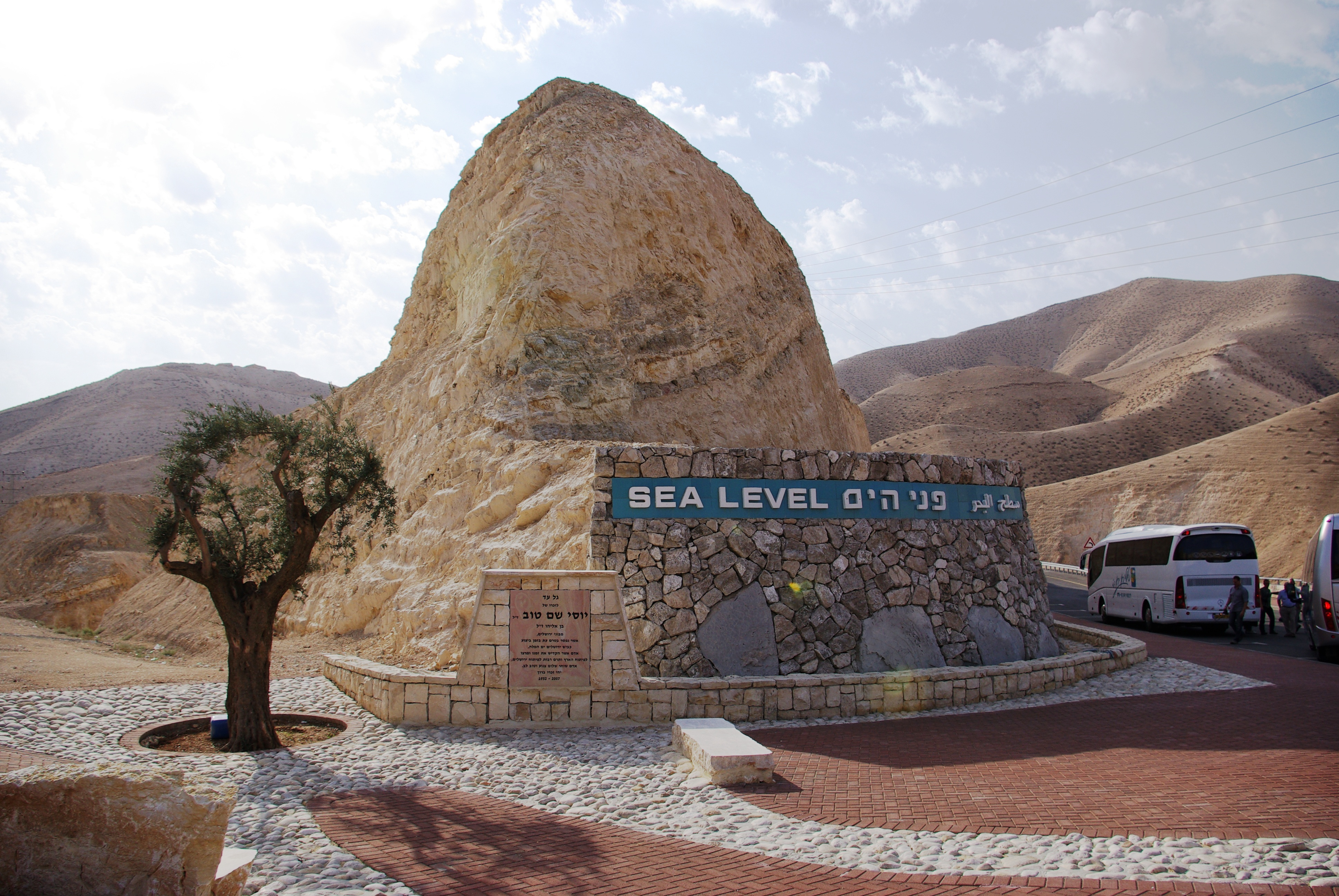

O nível do mar, por vezes denominado nível médio do mar (NMM) é a altitude média da superfície do mar.
O NMM possui muitas aplicações. É, por exemplo, utilizado como referência para medir as altitudes dos acidentes topográficos, especificar curvas de nível e suas cotas (nos mapas e plantas cartográficas), etc..
Em aeronáutica, é utilizado para cálculo da altitude de densidade de uma aeronave ou um aeródromo. Quando uma aeronave desloca-se na altitude de transição (nível atmosférico no qual e abaixo do qual a posição vertical de qualquer aeronave é medida do ponto em que a aeronave se encontre até o nível médio do mar) ou abaixo da altitude de transição, é comum informar que a aeronave está voando AMSL (acima do nível médio do mar).
Um conceito relacionado ao nível do mar é o de zero hidrográfico, que em geral é utilizado em hidrografia costeira e na medição de profundidades de portos e barras. Na maior parte dos casos, o zero hidrográfico é feito coincidir com o nível médio do mar, ou ter com ele uma relação simples e constante.[carece de fontes?]

## Definição do nível de referência
Embora pareça uma questão de resolução simples, a determinação da superfície de referência a partir da qual determinar o nível médio do mar oferece grande complexidade: por um lado o nível do mar não é de todo constante, variando constantemente em função da ondulação, das marés, da pressão atmosférica, temperatura das águas do mar e de múltiplos outros factores cíclicos que sobre ele actuam com períodos que variam de segundos a vários anos.
Para além dos fatores de natureza cíclica e dependentes de circunstâncias astronómicas ou meteorológicas, o nível do mar está ainda sujeito aos efeitos das variações impostas pela eustasia, o que torna a determinação do seu nível médio deveras complexa.
Por outro lado, à complexidade imposta pelas flutuações do nível do mar há que juntar as que são impostas pela necessidade de obter um referencial fixo em relação ao qual realizar as medições. De facto, grande parte das costas e fundos dos mares estão sujeitos a lentas subidas ou descidas impostas pela isostasia e pelo deslocamento das placas tectónicas. Logo, para além da dificuldade de determinar o nível há ainda a necessidade de encontrar um adequado ponto fixo de referência (o datum) a partir do qual efectuar as medições e expressar os resultados.

## Medição do nível médio do mar
A medição do nível médio do mar foi tradicionalmente feita com base nas leituras dos marégrafos, instrumentos que permitem medir a variação do nível das águas num determinado local. Eliminando dos dados recolhidos as flutuações devidas às ondas, a fatores meteorológicos e às marés e outros factores astronómicos, obtém-se uma leitura do nível médio do mar durante determinado período por referência ao datum utilizado.
As medições assim obtidas incorporam os efeitos eustáticos e isostáticos, sendo em geral escolhidos como referência para o datum ambientes geológicos estáveis, isto é onde as variações isostáticas e outras que afetem a altitude do ponto de referência sejam negligenciáveis, isolando assim apenas os efeitos eustáticos.
Esta dependência em relação ao datum (referencial de altitude) e a necessidade de obter medições sobre áreas extensas de oceano onde referenciais adequados não estão disponíveis, levou, por um lado, à utilização de medições com base na reflexão de radiação eletromagnética a partir de um satélite (altimetria por satélite), e por outro, à utilização de sistemas de posicionamento global GPS na medição. Estas medições, por não dependerem dos movimentos relativos da crusta, pelo menos diretamente, e se poderem reportar a grandes áreas oceânicas, são mais seguras e permitem uma melhor avaliação do nível médio do mar e da sua variação.

### Extensão do conceito - a utilização do geoide
Por mais cuidadosa que seja a medição do nível do mar a nível local, o resultado obtido está sempre dependente das condições específicas que o rodeiam, dificilmente podendo ser generalizado para toda uma região, e muito menos para todo um oceano. Por outro lado, a superfície do planeta não é absolutamente esférica, antes apresenta, para além do efeito do achatamento polar, múltiplas irregularidades devidas à topografia. Mesmo a superfície dos oceanos não é regular (mesmo se eliminarmos os efeitos das ondas, da pressão atmosférica e das marés) já que diferenças no campo gravítico da Terra, causadas pela presença de montes submarinos, diferenças na densidade dos materiais da crusta e do manto, a profundidade dos mares e a proximidade das costas, causam subidas e descidas (que podem ter amplitudes de alguns metros) na posição da superfície equipotencial do campo gravítico terrestre correspondente ao nível regional do mar, que se traduzem, em termos absolutos e quando analisadas em grandes escalas, em colinas e vales permanentes na superfície das águas.
Para fazer face a estas dificuldades de generalização e criar uma superfície de referência uniforme (um datum extensível a toda a Terra), foi criado o conceito de geoide, uma superfície ideal que corresponderia ao nível médio do mar num planeta ideal, com um campo gravítico uniforme, onde o único desvio em relação à esfericidade perfeita fosse o achatamento polar. Na ausência de forças externas, o nível do mar coincidiria com o geoide, já que em estado de repouso a superfície das águas seguiria em todos os pontos a mesma equipotencial do campo gravítico. A partir desta superfície imaginária podem-se medir facilmente os desvios para baixo e para cima da superfície real dos mares, permitindo a criação de cartas representando, à escala global, o nível médio dos mares (ou o seu nível em qualquer momento e a respetiva variação relativa e absoluta).
Quando expressa em relação ao geoide, a posição da superfície do mar, ou seja o seu nível, apresenta diferenças constantes da ordem dos ± 2 m, para além daquelas que são devidas a variações estéricas, isto é de volume, devidas à temperatura, e aos efeitos das correntes. Os modernos mapas da superfície dos oceanos, elaborados a partir de medições altimétricas feitas por satélite, são em geral feitos tendo como referência um geoide, existindo diversos, calculados a partir de diferentes variáveis base.

## Variação temporal e espacial do nível do mar

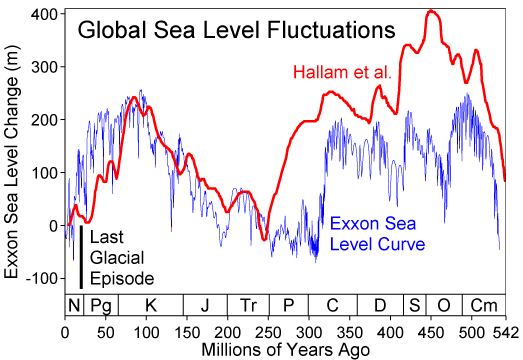
Variação do nível do mar durante o eon Fanerozóico.

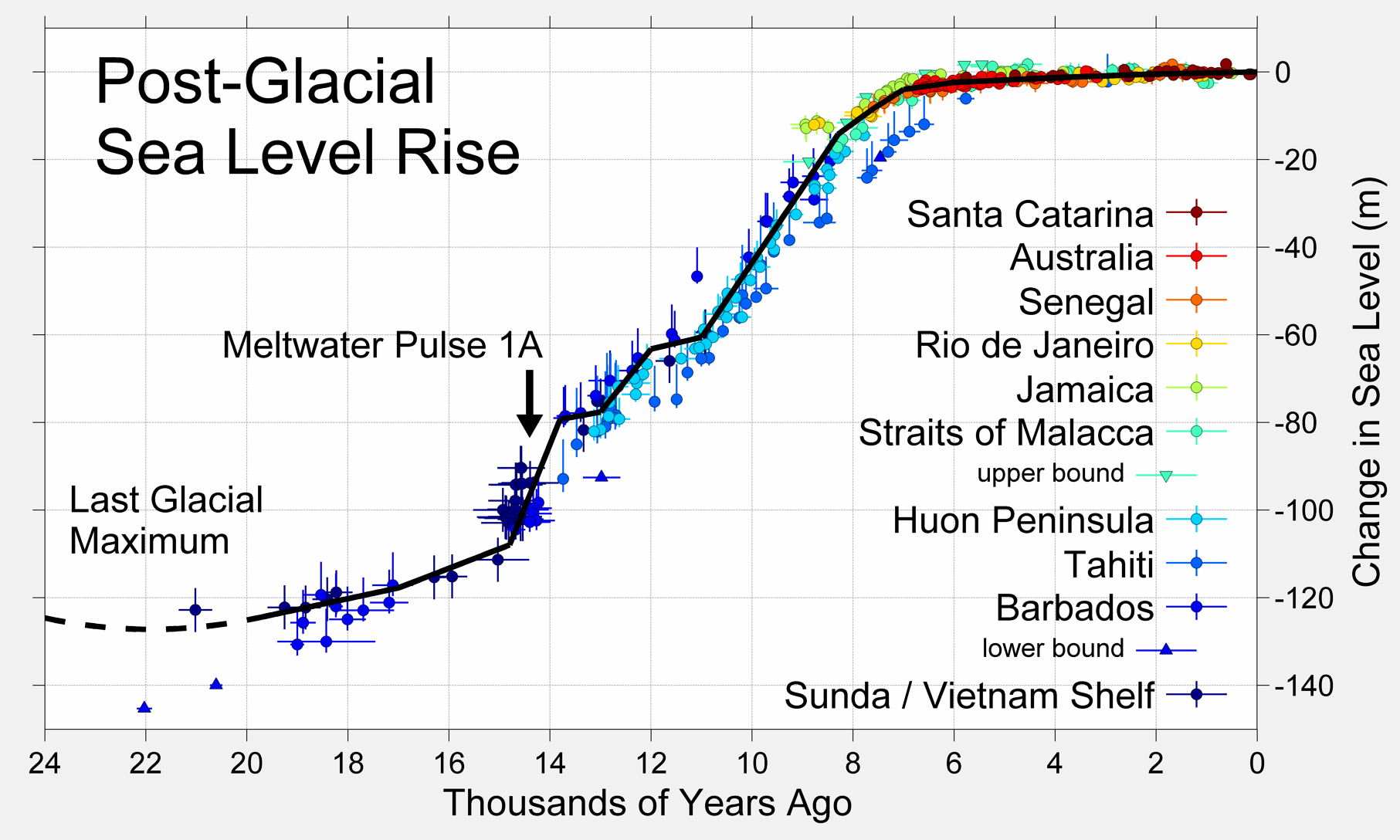
Variação do nível médio do mar durante o último período pós-glacial.

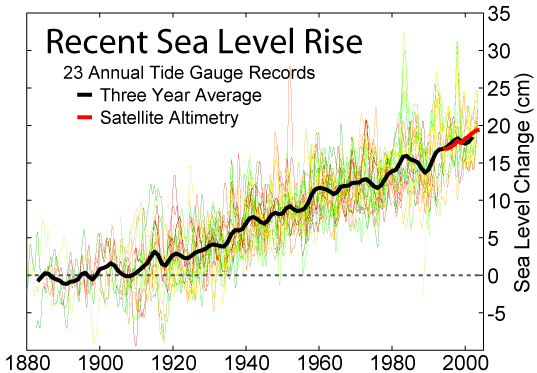
Variações recentes do nível médio do mar em 23 marégrafos localizados em ambientes geológicos estáveis.

Como quem já observou o mar pode de imediato dizer, o nível das águas muda constantemente em cada ponto do mar, sendo também claras as diferenças entre diferentes lugares (entre os extremos do canal do Panamá há uma diferença de 20 cm entre o nível médio do Atlântico (mais baixo) e do Pacífico). Essas variações podem ser agrupadas em dois tipos: variações temporais e variações espaciais.

### Variação temporal
A variação temporal do nível do mar segue um padrão complexo devido à inter-relação de um conjunto vasto de efeitos que podem ser incluídos nos seguintes grandes grupos:
- Fatores dependentes da eustasia, ou seja do volume da água existentes no oceano global, aí se incluindo:
  - Variação da massa de água presente no oceano por captura em massas de gelo ou sua fusão. Este efeito está ligado às glaciações, tendo períodos de recorrência da ordem das dezenas ou mesmo centenas de milhar de anos;
  - Efeitos estéricos resultantes da variação do volume da água devido a expansão e contração térmica, com periodicidade anual em função das estações do ano, mas com uma componente, muito mais importante e pouco conhecida, ligada à variação global da temperatura dos oceanos (que pode ser um fator determinante nas mudanças climáticas globais;
- Fatores ligados à isostasia, em especial à glacioisostasia, fazendo variar o nível médio do mar e ao mesmo tempo alterando a posição dos fundos marinhos e a elevação das costas;
- Fatores meteorológicos ligados ao estado local do tempo e à propagação da agitação marítima a média e longa distância, nomeadamente:
  - A ondulação e o vento, contribuindo para o empilhamento da águas, o que em baías e golfos pode levar a alguns metros de subida do seu nível em relação ao nível médio (ou descida quando os ventos sopram de terra). Em águas relativamente confinadas, a existência de seichas, isto é oscilações periódicas de longo período na superfície da água, pode induzir subidas periódicas adicionais de ± 1 m.
  - A pressão atmosférica, causando uma subida (nas baixas pressões) ou descida (nas altas pressões) que corresponde ao equilíbrio hidrostático da coluna água/atmosfera face às zonas circundantes. Quando as diferenças de pressão são grandes entre pontos próximos (elevados gradientes), como acontece nos ciclones tropicais, o efeito de pressão pode significar ± 1,5 m;
- Factores astronómicos, com relevo para:
  - A maré, fazendo oscilar periodicamente o nível das águas de acordo com um padrão controlado pela posição relativa do Sol e da Lua e com as condições de ressonância de cada bacia oceânica;
  - Efeitos astronómicos de longo período resultantes das posições relativas da Terra, do Sol e da Lua, sobrepondo à maré oscilações de período muito longo (dos meses às centenas de milhar de anos);
  - Variação da temperatura das águas do mar, afetando a eustasia de origem estérica em função dos ciclos anuais e de outras flutuações térmicas induzidas pelas flutuações na radiação solar devidas a causas astronómicas;
- As correntes marinhas, afetando as temperaturas e salinidades, e, através do efeito geostrófico, aumentando localmente a altura das águas (por exemplo entre a Bermuda e a costa norte americana fronteira há uma variação no nível do mar de cerca de 1 m em boa parte devida à presença da corrente do Golfo);
- Variações de salinidade, afetando a densidade das águas, em resultado da fusão de gelos, aumento ou redução da descarga de rios e variações na precipitação. Uma diminuição da densidade da água corresponde a um aumento do seu nível por forma a equilibrar as pressões hidrostáticas com as regiões vizinhas;
- Variações locais e regionais do campo gravítico da Terra, que devido a pequenas variações de curto período (em geral ligadas ao ciclo hidrológico) provoca a subida e descida das águas em respostas às anomalias gravimétricas.

A longo prazo estas variações tendem a determinar um conjunto de padrões de mudança do nível médio do mar que, se excluirmos os efeitos das glaciações, tenderia para um valor constante quando considerada a média sobre longos períodos. Tal não acontece devido às enormes flutuações impostas pelos sucessivos períodos glaciais, os quais podem impor flutuações do nível do mar da ordem da centena de metros. Estima-se que o nível do mar há 18 000 anos atrás, em pleno período glaciar, fosse cerca de 130 m abaixo do atual devido ao efeito combinado do sequestro de água pelos glaciares e mantos de gelo e da diminuição da temperatura das águas (com consequente contração do seu volume - o efeito estérico).

### Variação espacial
Para além da variação temporal atrás apontada, o nível dos oceanos, mesmo descontando os efeitos meteorológicos e das marés, não é constante em cada bacia oceânica ou mar, desviando-se sensivelmente do geoide de referência. Um conjunto de efeitos podem influir no aparecimento destas variações, nomeadamente:
- A existência de anomalias gravimétricas causada pela existência de montes submarinos ou zonas de maior densidade na crusta ou no manto subjacente, que podem atingir vários miligal (0,001 Gal) ao longo de distâncias curtas, provoca uma correspondente subida do nível do mar por cada de desvio positivo, descendo na inversa proporção;
- Presença de águas de temperatura ou salinidade diferente, afetando de forma permanente a densidade das águas;
- Existência de correntes permanentes, com o correspondente efeito geostrófico e as variações de temperatura e salinidade associadas;
- Diferenças gravimétricas locais provocadas pela proximidade da costa, montanhas e plataforma continental.

Em resultado dessas variações espaciais, a superfície dos mares, quando observada numa escala suficientemente detalhada, apresenta alto e baixos permanentes, correspondentes ao equilíbrio entre a massa de água e a equipotencial do campo gravítico que lhe marca a superfície.
A estes efeitos há que juntar a elevação dos terrenos costeiros. Existem diversas regiões onde as terras estão abaixo do nível médio do mar, particularmente em áreas endorreicas onde a evaporação excede a precipitação e o aporte de água pelos rios afluentes (como a bacia do Mar Morto), ou onde as terras foram ocupadas, em locais que originalmente eram mar, através de diques e outras proteções costeiras: grande parte da superfície dos Países Baixos está abaixo do nível médio do mar e muitas áreas do Bangladesh e grande parte das ilhas coralinas dos oceanos tropicais estão apenas alguns metros acima do nível médio do mar, com todos os riscos de inundação que tal situação comporta.

## Variação do nível do mar e as mudanças climáticas globais
Um dos principais riscos associados ao aquecimento global da Terra devido às alterações climáticas é a subida do nível médio dos oceanos. Pelas razões atrás apontadas, em especial pelo aumento eustático nível do mar devido à fusão dos glaciares e dos mantos de gelo da Antártida, associados ao aumento do volume das águas por expansão térmica, o nível do mar que vem subindo a um ritmo de 2 mm por ano, poderá acelerar substancialmente, pondo em risco diversas áreas costeiras. Um aumento de apenas 1 m no nível do mar pode deixar submersas diversas ilhas do Pacífico e tornar inabitáveis vastas áreas do Bangladesh.
Para além do efeito direto da subida do nível do mar, há ainda a considerar o aumento do poder erosivo, em especial nos cordões dunares e nas praias, e o impacto sobre as infraestruturas portuárias e de defesa da costa contra inundações.
Para uma discussão mais aprofundada do impacto da subida do nível médio do mar veja este artigo na página da Universidade de Harvard (em inglês).

## Metros acima do nível do mar
Medidores acima do nível médio do mar, ou simplesmente metros acima do nível do mar, é uma medida métrica padrão em metros de distância vertical (altura, elevação ou altitude) de um local em referência a uma média histórica do nível do mar.  Os níveis médios do mar são afetados pela mudança climática e outros fatores e mudam com o tempo. Por essa e outras razões, as medidas registradas de elevação acima do nível do mar podem diferir da elevação real de um determinado local ao longo do nível do mar em um determinado momento.

### Usos
Metros acima do nível do mar é a medida padrão da elevação ou altitude de:
- Locais geográficos, como cidades , montanhas e outros marcos.
- O topo dos edifícios e outras estruturas.
- Objetos voadores, como aviões ou helicópteros.

### Como se determina
A elevação ou altitude em metros acima do nível do mar de uma localização, objeto ou ponto pode ser determinada de várias maneiras.  As mais comuns incluem:
- Global Positioning System (GPS), que triangula um local em referência a vários satélites .
- Altímetros.  Eles normalmente medem a pressão atmosférica , que diminui à medida que a altitude aumenta.
- Fotografia aérea.
- Agrimensura

### Em inglês
Pés acima do nível do mar são o análogo mais comum para "metros acima do nível do mar" no sistema de medição dos Estados Unidos.
Em inglês, "metros acima do nível do mar" é comumente abreviado como "mamsl" ou "MAMSL", com base na abreviatura AMSL para o above mean sea level.  Outras abreviações são masl e MASL.